# P-selectina
La P-selectina è una proteina umana facente parte della famiglia delle selectine; il gene che codifica per questa proteina è denominato SELP ed è situato sul cromosoma 1. Essa è presente sulla superficie delle piastrine e delle cellule endoteliali.

## In medicina
Nel caso dell'anemia drepanocitica, i globuli rossi si ancorano alle molecole di P-selectina presenti sulle cellule endoteliali, rappresentando così un potenziale bersaglio di una terapia mirata. La P-selectina favorisce inoltre l'adesione tra le piastrine e i granulociti neutrofili.
L'inclacumab e il crizanlizumab sono due anticorpi monoclonali che, legandosi alla P-selectina, ne inibiscono l'attività.